# Crithagra dorsostriata
Crithagra dorsostriata е вид птица от семейство Чинкови (Fringillidae).

## Разпространение
Видът е разпространен в Етиопия, Кения, Сомалия, Судан, Танзания, Уганда и Южен Судан.